# 612
612 (DCXII) je bilo prestopno leto, ki se je po julijanskem koledarju začelo na soboto.

## Dogodki
- Harša postane kralj petih indijskih držav.
- konec slovanskega naselitvenega vala na Balkanski polotok.

## Rojstva
- 3. maj - Konstantin III., bizantinski cesar († 641)

## Smrti
- Teodebert II., kralj Avstrazije (* 585)